# Paul Louis Steenhuizen

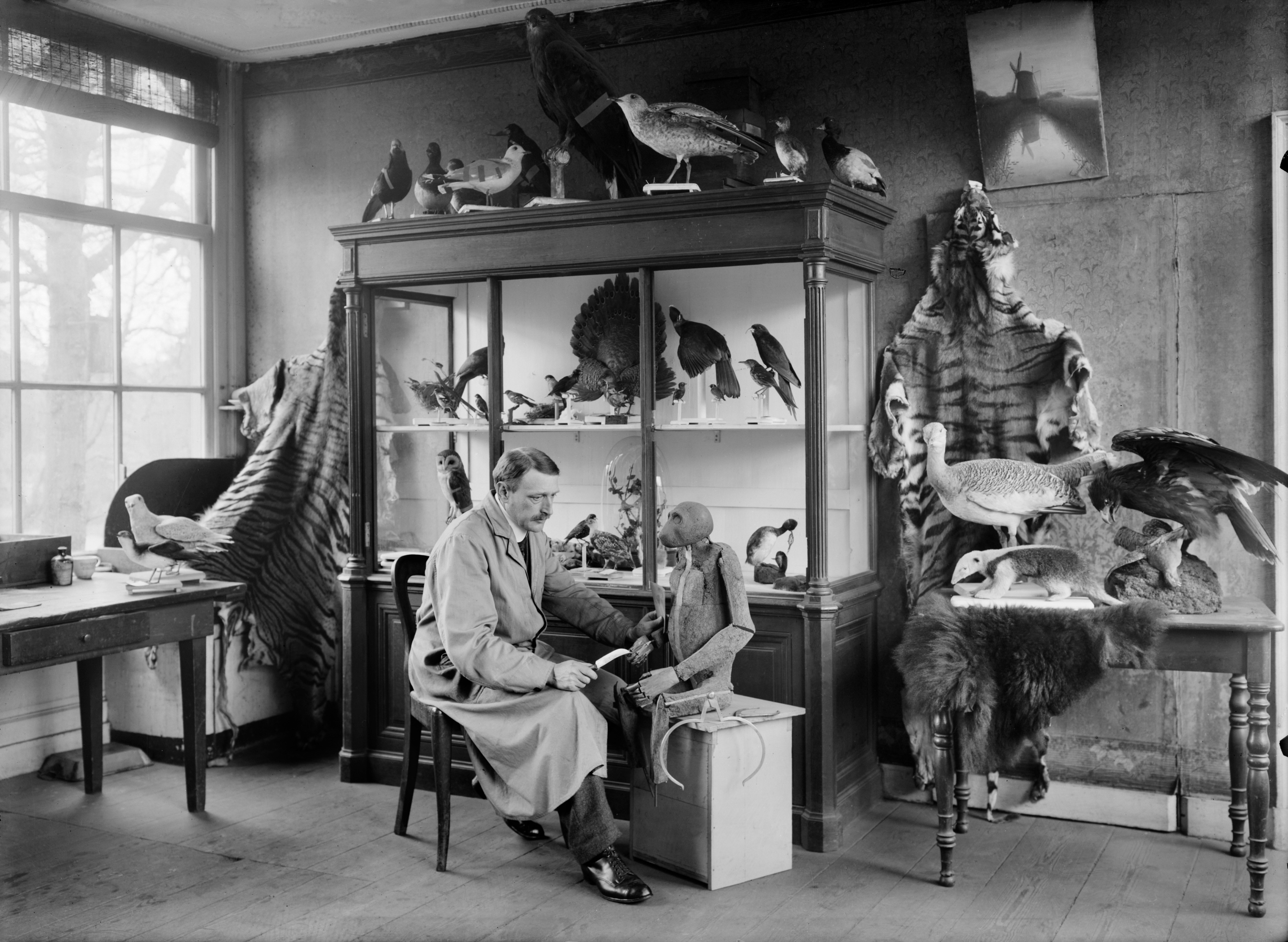
Steenhuizen aan het werk als preparateur van Artis

Paul Louis Steenhuizen (Leiden, 18 september 1870 – Amsterdam 21 oktober 1940) was een Nederlandse preparateur en vogelfotograaf.

## Loopbaan
Steenhuizen werkte als preparateur bij dierentuin Artis (Koninklijk Zoölogisch Genootschap Natura Artis Magistra) in Amsterdam (1891-1927) en bij het Zoölogisch Museum aldaar (1927-1937). Voor het museum van Artis werkte hij aan de collectie van achttien "biologische groepen" van inlandse vogels, waarvoor hij zelf het materiaal in de natuur verzamelde. In 1923 kreeg hij de opdracht om een groot diorama te maken ter herinnering aan Eli Heimans. Het diorama, dat een beeld geeft van de vogelbevolking rond een duinmeer, werd in 1926 opgesteld in het aquariumgebouw van Artis. Het werd beschouwd als zijn meesterwerk.
In 1896 werd hij als (vogel)fotograaf actief en behoorde daarmee net als Richard Tepe tot de pioniers op het gebied van vogelfotografie. Hij behaalde in 1902 de eerste prijs in een wedstrijd van het Algemeen Handelsblad en in 1906 bij een wedstrijd te Leipzig voor zijn foto's van vogels in de vrije natuur. Tussen 1908 en 1911 verschenen tientallen vogelfoto's van Steenhuizen in het boek Lebensbilder aus der Tierwelt van H. Meerwarth en K. Soffel. Na 1910 werden zijn werkzaamheden als fotograaf geleidelijk overgenomen door Adolphe Burdet, die als zijn leerling kan worden gezien.
Steenhuizen was lid van diverse vogel- en natuurverenigingen en was goed bevriend met Jac. P. Thijsse, met wie hij verscheidene tochten in de natuur maakte. Een gezamenlijke expeditie naar Texel in 1894 is door Thijsse beschreven in een van de eerste nummers van De Levende Natuur. Tijdens een duinwandeling met Thijsse in de Wimmenumse duinen maakte hij in 1896 de voor zover bekend eerste gepubliceerde foto van een vogel in het wild: een jonge zilvermeeuw in het nest. Deze werd opgenomen in het boekje "In de duinen", van Heimans en Thijsse.

## Bron
- Brouwer, G.A. (1954) - Historische gegevens over onze vroegere ornithologen en over de avifauna van Nederland. Leiden, E.J. Brill. Proefschrift Rijksuniversiteit Leiden. p. 125-126
- Voous, K.H. (1995) - Steenhuizen, Paul Louis, 18 september 1870 – 21 october 1940, preparateur en een der eerste Nederlandse vogelfotografen. In: In de ban van de vogels. Ornithologisch Biografisch Woordenboek van Nederland. Utrecht, p. 465-466